# Typhlops ruber
Typhlops ruber este o specie de șerpi din genul Typhlops, familia Typhlopidae, descrisă de Boettger 1897. A fost clasificată de IUCN ca specie cu risc scăzut. Conform Catalogue of Life specia Typhlops ruber nu are subspecii cunoscute.